# サム・ミニハン
サム・ミニハン（Sam Minihan）ことサムエル・ジョセフ・ミニハン（Samuel Joseph Minihan、1994年2月16日 - ）は、イングランド・ロッチデール出身のサッカー選手。ストックポート・カウンティFC所属。ポジションはDFまたはMF。

## 生い立ち
ミニハンはグレーター・マンチェスターのロッチデールで生まれ、バカップ・アンド・ローテンストール・グラマー・スクールに通った。
父、ジョン・ミニハンはブルガリアのクラブチームPFC CSKAソフィアで守備的ミッドフィールダーとして活躍し3つのタイトルを獲得した。

## 選手キャリア

### ロッチデールAFC
サム・ミニハンは2012年4月14日エクセター・シティFC戦で右サイドバックとしてトップチームデビューを飾った。これはバカップ・アンド・ローテンストール・グラマー・スクールの卒業生ではカルロ・ナッシュに続く2人目のフットボールリーグプレイヤーの誕生であった。この日彼は完璧なパフォーマンスを見せ、その試合のマン・オブ・ザ・マッチに選出された。ミニハンはその後、夏にロッチデールとプロ契約を結んだ。
2012年10月12日ミニハンは1か月の契約でブルー・スクエア・ベッド・ノース（ナショナルリーグ・ノース）のドロイルスデンFCに貸し出された。マンチェスターのクラブへのレンタル移籍は、プロ契約を結んだミニハンにとって初めての移籍となった。
2013年5月10日、ミニハンは契約満了に伴いデレ・アデボラ、クレイグ・カラン、ルーク・ワトソンら3選手と共に放出されることになった。

### ラフバラー大学
ロッチデールを退団後、ミニハンはラフバラー大学に進学。9部リーグに相当するミッドランド・フットボール・リーグをラブバラー大学の選手としてプレーした。2014年はマンチェスター・ユナイテッドFCのユースチームと対戦し、その試合のキャプテンを務めた。

### ウスター・シティFC
大学卒業後、ミニハンはナショナルリーグ・ノースのウスター・シティFCに加入した。ウスターでは主にCBとしてプレーした。このシーズン、ミニハンは44試合に出場し1ゴール、1アシストを記録した。

### ストックポート・カウンティFC
ミニハンは2016年ウスター・シティFCを去るとストックポート・カウンティに加入した。ストックポートでは主に右SBとして活躍し、初年度からレギュラーとして34試合に出場した。ミニハンはその年のストックポートにおける、ヤング・プレイヤー・オブ・ザ・イヤーに選ばれた。ミニハンはシーズン終了後にストックポートと新たに2年契約を結び、監督のジム・ギャノンは「サムが2年契約の延長に合意したことは、クラブにとって素晴らしいニュースだ。サムは重要な選手でありストックポートのヤング・プレイヤー・オブ・ザ・イヤーも受賞した」と述べた。
2017-2018シーズン、ミニハンは故障によりチームを離脱。そのシーズンの出場試合数は16試合となった。
前シーズンは怪我に悩まされたミニハンであったが、2018-2019シーズンには復帰。離脱前の安定したパフォーマンスをみせ、35試合に出場した。
2019-2020シーズンもミニハンはストックポートに在籍した。右サイドバックとして絶対的な地位を築いたミニハンはストックポートの52年ぶりのリーグ優勝を支えた。
ミニハンは2012年のロッチデールでのプロデビューから、2019-2020シーズンまで172試合の公式戦に主にDF（CBまたはSB）として出場したが、彼がもらったイエローカードの枚数は僅か2枚である。